# قلعة غريبسهولم
قلعة غريبسهولم (بالسويدية: Gripsholms slott)‏ هي قلعة تاريخية تعود إلى القرن السادس عشر الميلادي، وهي مشيدة على بحيرة مالارين في مدينة ماريفريد الواقعة في مقاطعة سودرمانلاند السويدية؛ وذلك حوالي 60 كيلومتر إلى الغرب من العاصمة ستوكهولم.
بدأ تشييد هذه القلعة بين عامي 1537 و 1545 على أنقاض حصن قديم، وانتهى بناؤها سنة 1709.

## التاريخ

### الإقامة الملكية
شيد الملك جوستاف القلعة لتكون بمثابة أحد المساكن الرئيسية للعائلة الملكية. شُيّدت القلعة بين عامي 1537 و1545، وغالبًا ما كانت مقراً لإقامة البلاط الملكي، خلال حرب داكي، على سبيل المثال، استخدمت لإيواء الأطفال الملكيين هناك.
بين عامي 1563 و 1567، سجن إريك الرابع عشر شقيقه يوهان الثالث وزوجته كاثرين ياغيلون في القلعة. ولد سييسموند فاسا ابن جون، الذي أصبح لاحقاً ملك بولندا والسويد ، في القلعة في 20 يونيو 1566. عندما عزل جون الملك إريك الرابع عشر، أصبحت قلعة غريبسهولم بمثابة سجن لإريك. ظل الملك المخلوع إريك سجينًا فيها من عام 1571 حتى 1573.

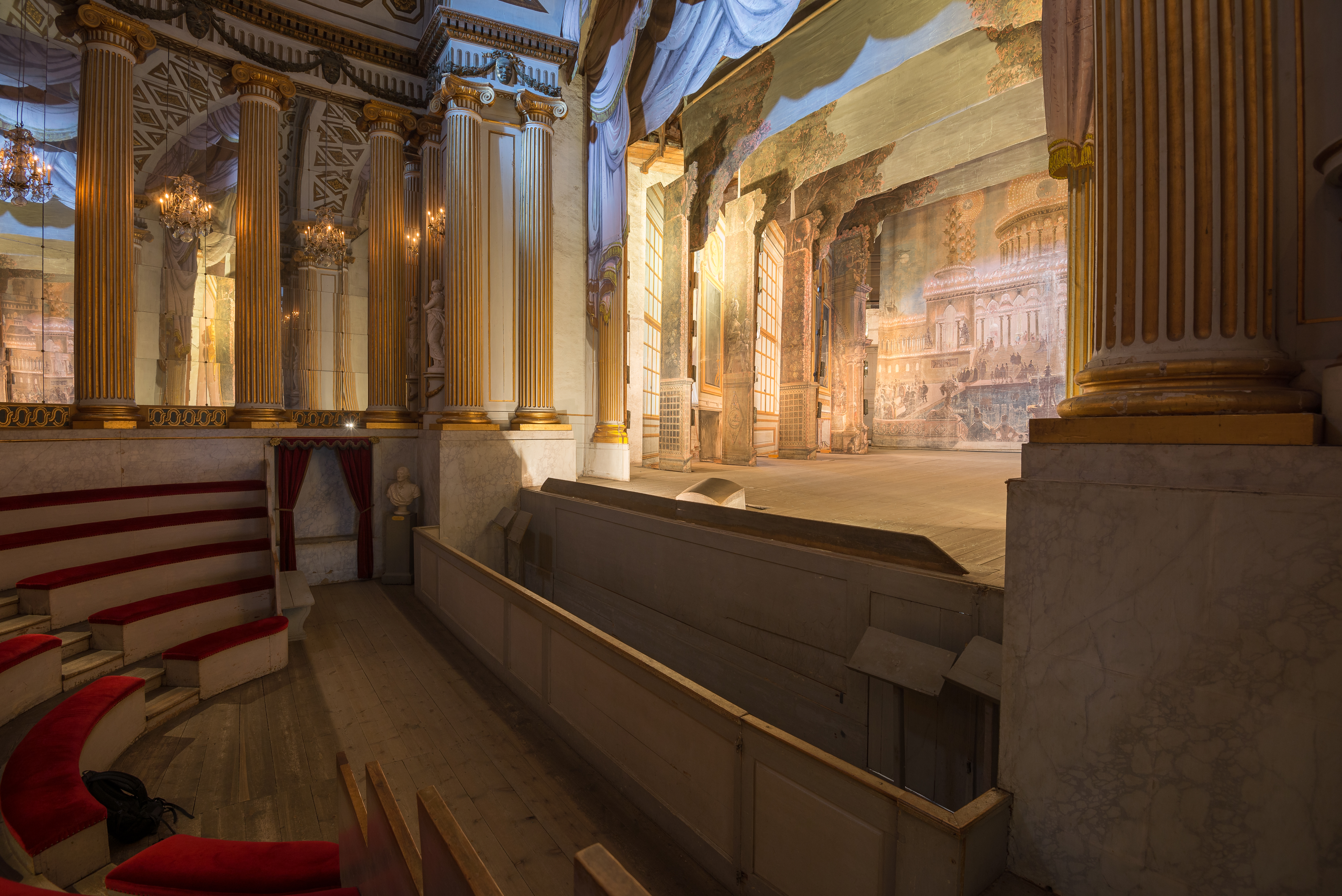
مسرح غوستاف الثالث.

استخدمت العائلة المالكة قلعة غريبسهولم خلال القرن السابع عشر. كما كانت مسكناً لأرملة غوستاف الثاني أدولف،
ماريا إليونورا من براندنبورغ، التي عاشت فيها من 1636 حتى 1640. بين 1654 و 1715، كانت القلعة جزءًا من المهر الذي مُنح للملكة هيدفيغ إليانورا، التي عاشت فيها مع حاشيتها حتى قبل أن تصبح أرملة في عام 1660، وقد أعيد بناء القلعة وتوسيعها بعدة طرق في تلك الفترة. بعد وفاتها، هجر الملكيون القلعة لبعض الوقت. في القرن الثامن عشر، استخدمت القلعة كسجن.
عام 1773،جدّد الملك غوستاف الثالث قلعة غريبسهولم نيابةً عن قرينته صوفيا ماغدالينا من الدنمارك. كثيرًا ما استخدم أفراد البلاط الملكي القلعة في عهد غوستاف الثالث، الذي فضلها وأمضى عدة أشهر هناك كل عام. ربما كان أشهر إضافة للقلعة في عهده المسرح الذي أضيف في أحد أبراج القلعة، كان مسرحًا للهواة في البلاط الملكي وكذلك المسرح الفرنسي لجوستاف الثالث في 1781–1792.
بعد انقلاب 1809، سُجن غوستاف الرابع أدولف وعائلته  في القلعة بعد خلعه عن العرش، حيث وقّع فيها وثيقة تنازله عن العرش.

## المتحف

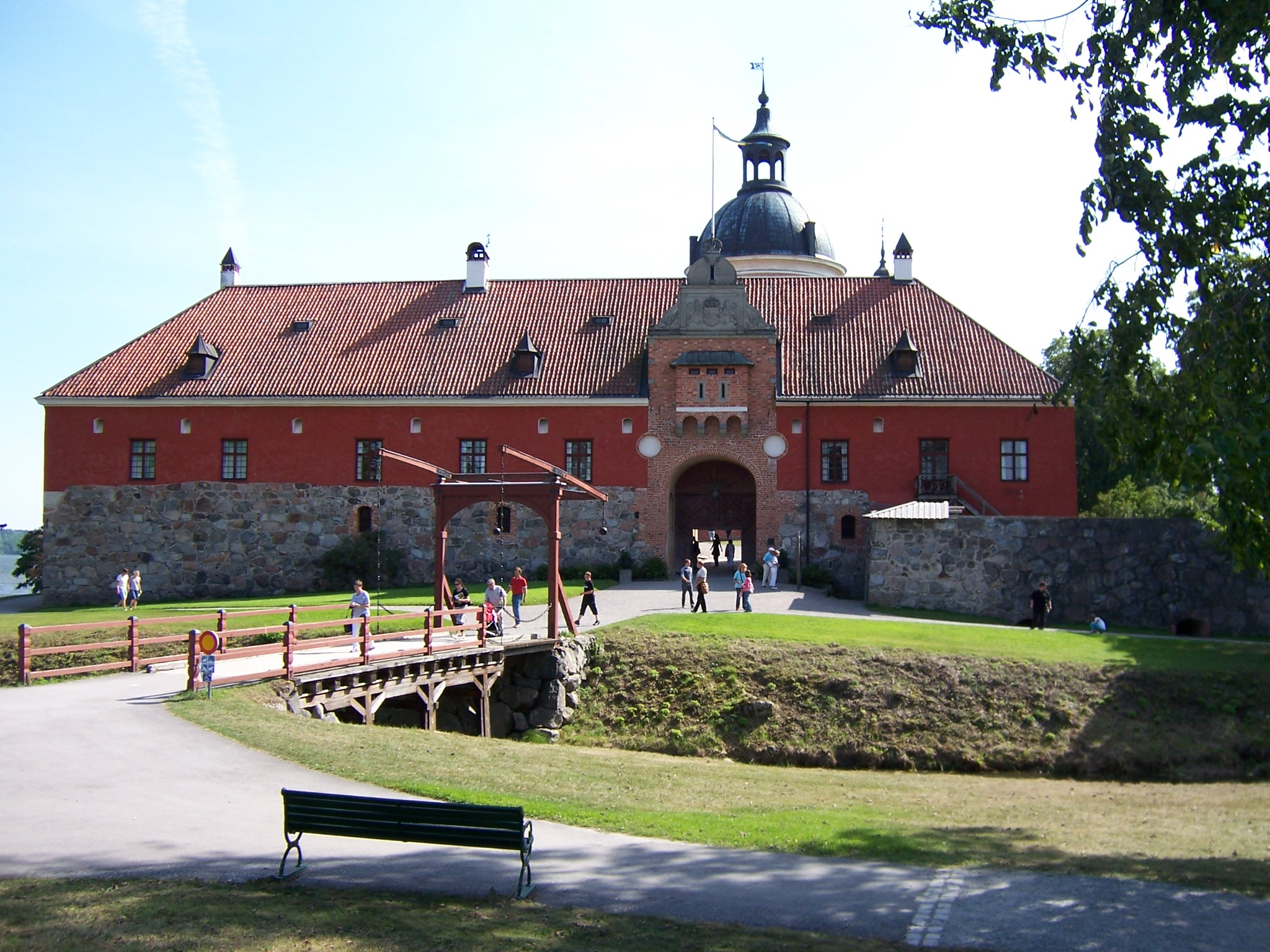
منظر أمامي للقلعة

عام 1822، استضاف المبنى معرض الصور الوطني (السويد)، الذي وُضع تحت إشراف المتحف الوطني السويدي في عقد 1860.
بين عامي 1889 و1894، خضعت القلعة لعملية حفاظ معماري كثيفة ومثيرة للجدل على يد المهندس المعماري فريدريك ليليكفيست، أزيلت خلالها العديد من التعديلات التي أجريت مسبقاً في القرنين السابع عشر والثامن عشر. كان التغيير الأكبر إضافة طابق ثالث، كما لم تنفذ عملية هدم أحد الأجنحة التي كان مخطط لها.
القلعة الآن متحف مفتوح للجمهور يحتوي على لوحات وأعمال فنية. يضم جزء من القلعة معرض الصور الوطني ('Statens porträttsamlingar')، ويضمّ واحدة من أقدم مجموعات الصور في العالم.
 يضم المتحف أسد قلعة غريبسهولم وهو تمثال أسد محشو سيء الصنع، أصبح سيئ السمعة في السنوات الأخيرة.